# Sathrochthonius webbi
Espèce
Sathrochthonius webbi est une espèce de pseudoscorpions de la famille des Chthoniidae.

## Distribution
Cette espèce est endémique du Queensland en Australie. Elle se rencontre dans la grotte Holy Jump Lava Cave à 25 km à l'est de Warwick.

## Description
Le mâle holotype mesure 1,65 mm, les mâles mesurent de 1,3 à 1,8 mm.

## Étymologie
Cette espèce est nommée en l'honneur de John A. Webb.

## Publication originale
- Muchmore, 1982 : A new cavernicolous Sathrochthonius from Australia (Pseudoscorpionida: Chthoniidae). Pacific Insects, vol. 24, no 2, p. 156-158 (texte intégral).